# Peter Julius Hesse
Peter Julius Hesse (* 5. April 1937 in Port Chester, New York) ist ein deutscher ehemaliger Unternehmer und Politiker (CDU). Er ist Gründer der Peter-Hesse-Stiftung, die sich für Kinder und ihre Entwicklung in ärmeren Ländern engagiert.

## Leben

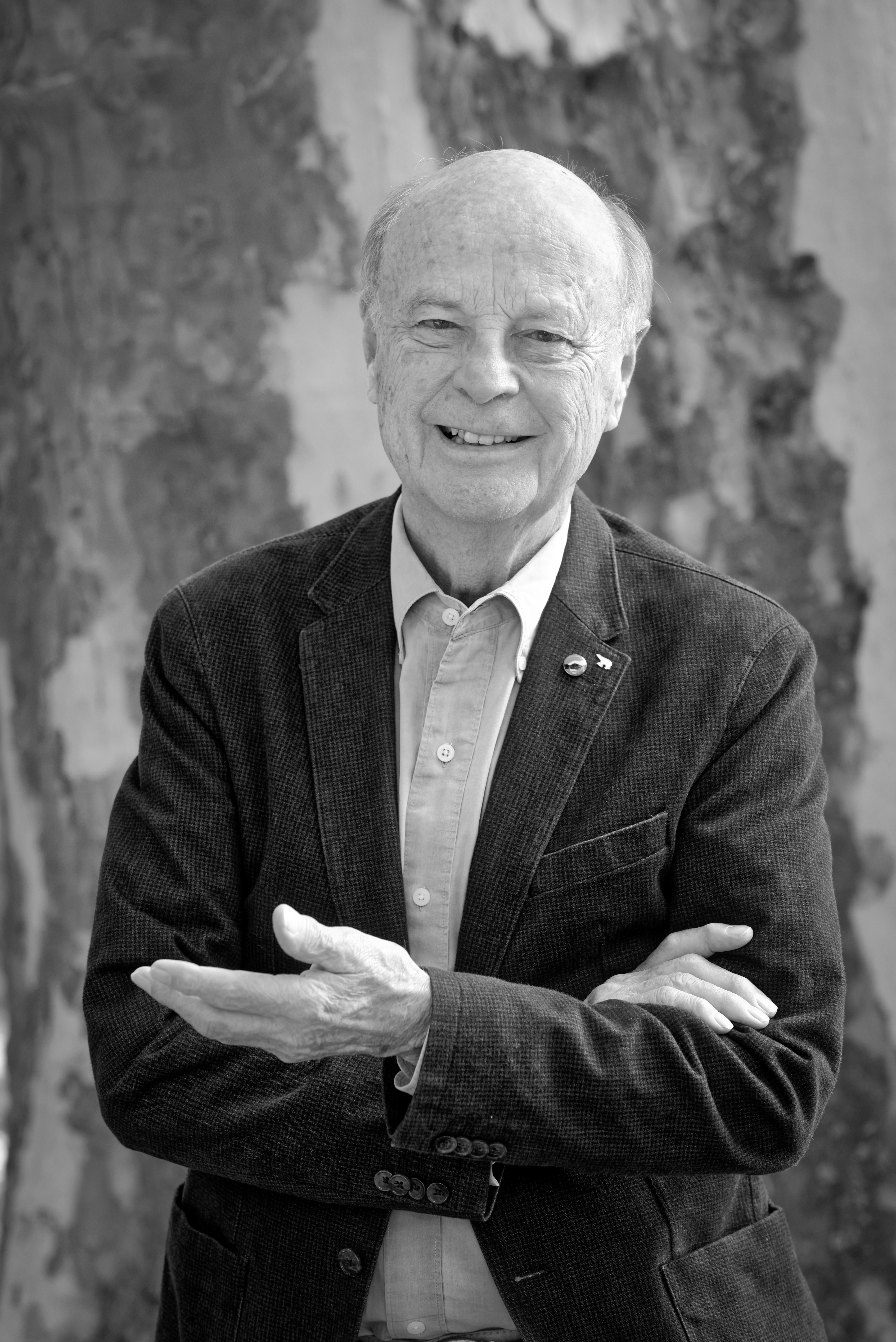
Peter Julius Hesse (2019)

Peter Julius Hesse ist ein Sohn der Eheleute Ernst Oswald Hesse (* 6. Mai 1908) und Ilse, geb. Renard (* um 1914). Im Jahr 1937 zog er mit der Familie nach Deutschland und besuchte hier bis zum Abitur das Internat Schloss Salem am Bodensee. Während seiner Schullaufbahn besuchte er für ein Jahr die Phillips Academy in Andover in Massachusetts.
Von 1957 bis 1958 arbeitete Hesse zunächst als Volontär in der Bank der Crédit Suisse in Genf, bevor er im Anschluss daran ein Studium der Betriebswirtschaftslehre aufnahm. 1963 schloss er das Studium mit dem Abschluss Diplom-Kaufmann ab. Danach arbeitete Hesse im Marketing des Familienunternehmens Schmincke Künstlerfarben und machte parallel dazu eine Ausbildung zum Marketing-, Management-, Kreativitäts- und Gruppendynamiktrainer. In den 1960er und 1970er Jahren hielt er in Industriebetrieben und Bildungsinstitutionen Seminare als Managementtrainer. Die Basis dafür war ein selbstentworfener Management-System-Kreis, welcher durch Marketing-Management und Kreativitätstraining („Synectics“) ergänzt wurde.
1971 übernahm er die Position des geschäftsführenden Gesellschafters der Firma Schmincke in Erkrath.
Zum Ende des Jahres 1998 übergab Peter Hesse in vierter Generation zugunsten seiner politischen Aktivitäten die Firmenleitung an einen Nachfolger.
Von 1966 bis 1968 war Peter Hesse Regionalvorsitzender im Bundesverband Junger Unternehmer (BJU) in Düsseldorf. 1969 gründete er das Komitee für Management-Bildung in Europa, welches die Befruchtung der deutschen akademischen Betriebswirtschaftslehre zum Ziel hatte.
1974 wurde Hesse er Mitglied der CDU. Zwischen 1974 und 1983 brachte er sich in der Partei ein, indem er Seminare für die CDU Düsseldorf mit den Schwerpunktthemen Soziale Marktwirtschaft und faire Dialektik anbot. 1975 und 1976 trat er in der Düsseldorfer CDU für eine Kandidatur im Bundestagswahlkreis Düsseldorf-Süd an, unterlag jedoch knapp. Von 1976 bis 1982 war er Mitglied im Düsseldorfer Kreisvorstand seiner Partei und ein Jahr später gründete und leitete er den entwicklungspolitischen Arbeitskreis der CDU Düsseldorf.
Von 1984 an war er vier Jahre Vorsitzender des Düsseldorfer CDU-Ortsverbands Zoo, parallel seit 1984 auch entwicklungspolitischer Beauftragter der CDU Düsseldorf und Mitglied im Bundesfachausschuss für Entwicklungspolitik der CDU Deutschland. In dieser Zeit entwickelte Peter Hesse das „Partnerschafts-Helfer-Modell“. Außerdem gründete er 1984 die politische Initiative „Grundbildung der dritten Welt“ und begann 1981 mit konkretem Engagement in Basisprojekten zur Armutsbekämpfung in Haiti. Seit 1988 arbeitet Peter Hesse nur noch zeitweise und befristet im Familienunternehmen, um sich auf seine entwicklungspolitische und entwicklungspraktische Tätigkeit zu konzentrieren. Seit 1991 ist er in Düsseldorf Honorarkonsul der Republik Island.
Von 1994 bis 1995 war er Mitglied im VENRO Gründungsausschuss, einem Verband für Entwicklungspolitik deutscher Nichtregierungsorganisationen. Außerdem begann er damit, an internationalen Konferenzen der UN, von UNICEF, der UNESCO und der Weltbank teilzunehmen. Im Zeitraum von 1994 bis 2001 war Hesse ferner Vorsitzender von „PARITÄT International“, einer Nichtregierungsorganisation des Deutschen Paritätischen Wohlfahrtsverbands (DPWV).
Ende 2017 trat Peter Hesse aus der CDU aus. Seither engagiert er sich parteilos mit dem Ziel, Kindern eine kindzentrierte früh beginnende Grundbildung zu vermitteln, das ihnen lebenslanges Lernen ermöglichen soll.

## Stiftungsgründung und soziales Engagement
Aufgrund seiner persönlichen Erlebnisse in Haiti begann Peter Hesse 1981 sich für die Armutsbekämpfung im Lande zu engagieren. Am 7. Dezember 1983 gründete er zu diesem Zweck die „Peter Hesse Stiftung Solidarität in Partnerschaft für eine Welt“. Fünf Jahre später folgte die Gründung der „Foundation Peter Hesse“ mit einem „Centre Montessori D’Haiti“, in welchem Montessorilehrkräfte ausgebildet werden, um die frühkindliche Bildung im Land zu unterstützen. 1999 wurde der Name der Peter-Hesse-Stiftung durch den Zusatz „… für EINE Welt in Vielfalt“ ergänzt.
2000 erhielt er mit seiner Stiftung den Status „Special Consultative Staus with the Economic and Social Council of the United Nations – ECOSOC“. Im Rahmen der EXPO 2000 in Hannover führte er ein weltweites Projekt zur frühkindlichen Bildung (Early Childhood and Education) durch. Im Jahre 2001 wurde er Deutscher Repräsentant im „World Forum on ECCE“ und nimmt seitdem an Internationalen Kinderkonferenzen und Workshops teil.
In den folgenden Jahren schrieb Peter Julius Hesse viele Bücher, so beispielsweise Wir haben die Wahl: EINE Welt in Vielfalt – oder keine! oder „Solidarität, die ankommt“ Ab 2010 konzentrierte er sich mit den Montessoriprojekten der Stiftung auf die Linderung von Erdbebenschäden in Haiti. Am 7. Dezember 2012 konnte das zerstörte CENTRE MONTESSORI D’HAITI neu eröffnet werden – zum 30. Geburtstag der Peter-Hesse-Stiftung. In diesem Zusammenhang wurde ein deutscher Kurzfilm über den Wiederaufbau des Ausbildungszentrums gedreht: „Es ist DENNOCH möglich“.
Seit 2012 kooperiert die Peter-Hesse-Stiftung als selbständige Stiftung mit den Schmitz-Stiftungen Düsseldorf und mit der „Association Montessori International (AMI)“. Zur Sicherung der Zukunftsfähigkeit der Peter-Hesse-Stiftung sind seit 2013 der Präsident und Executive Director der AMI im Vorstand der Stiftung. Außerdem arbeitet die Stiftung seit 2014 finanziell mit Dr. Rupert Sheldrake aus London zusammen, der sich wissenschaftlich mit der Beweisführung der Existenz morphogenetischer Felder beschäftigt.
Peter Julius Hesse ist verheiratet und kinderlos. Er lebt in Düsseldorf und seit 2011 auch in Paris.

## Auszeichnungen
- 1994 Bundesverdienstkreuz am Bande[2]
- 1999 Bundesverdienstkreuz 1. Klasse.[4]

## Werke und Veröffentlichungen (chronologisch)
- Von der Vision zur Wirklichkeit. Von Lernwegen zum Erfolg; von der Möglichkeit, SINNvoll zu leben; vom Brückenbau. Cogito, Kaarst-Büttgen 1999, ISBN 978-3-00-004473-1.
- Peter Hesse – Management-System in "Management Enzyklopädie" – Ergänzungsband, 1973 Verlag Moderne Industrie, München, Germany[26]
- Management Bildungskonzept in 4 Bildungsstufen: Schule – Universität – Fortbildung – lebenslang. 1976 für Deutsche Management Gesellschaft, Peter Hesse, Gründer des Komitee für Management-Bildung in Europa, Erkrath, Germany. Eigenverlag von Peter Hesse
- Partnerschaft in der Entwicklungshilfe – problematisch aber not-wendig zum Wenden von Not! Artikel aus 10-Jahres-Heft der Stiftung, Dezember 1993: PARTNERSCHAFT in der Entwicklungshilfe?- problematisch aber not-wendig zum Wenden von Not!
- Von der VISION zur WIRKLICHKEIT. Peter Hesse, Cogito Verlag, August 1999. ISBN 3-00-004473-6[27]
- "Unterwegs zu einem Jesus von heute" – "Nur wer die Herzen bewegt, bewegt die Welt" – Peter Hesse und Clemens Wilken, Herausgeber, 2003, Publik-Forum Verlag, Oberursel, ISBN 3-88095-129-2.[28]
- "Es ist DENNOCH möglich!", "25 Jahre Engagement von Peter Hesse in HAITI", Irene Dänzer-Vanotti, 2006, Droste-Verlag, Düsseldorf, ISBN 3-7700-1245-3.[29]
- "SOLIDARITÄT die ankommt!, Ziel-effiziente Mittelverwendung in der Entwicklungszusammenarbeit", Peter Hesse, Herausgeber für Global Marshallplan Initiative, November 2006, Hamburg, ISBN 3-9809723-8-0.[30]
- Handbücher für die Montessori Vorschul-Lehrer-Ausbildung in Englisch und in Französisch – mit Vorwort von Peter Hesse
- Vision Works. From vision to action. From Haiti to ONE world in diversity – 2008, Eigenverlag der Peter-Hesse-Stiftung
- Wir haben die Wahl: EINE Welt in Vielfalt – oder keine! Streitschrift
- Prinzipien und Strategien zur Realisierung der Vision von EINEr Welt in Vielfalt Peter Hesse, Dezember 2015, Droste-Verlag, Düsseldorf, ISBN 978-3-7700-6009-2.[31]